# Julije Česnegić Milvanski
Julije grof Česnegić Milvanski (mađ. cseszneki és milványi gróf Cseszneky Gyula; Nađmajor, Austrougarska, 1914—1970, Brazil), je bio čelnik Pindsko-makedonske kneževine i ađutant kralja Tomislava II (Aimone vojvoda od Spoleta) i mađarski pesnik.

## Spoljašnje veze
- Worldstatesmen - Svetski državnici
- Mađarska vlastela